# Тропін В'ячеслав Володимирович
В'ячеслав Володимирович Тропін (нар. 21 лютого 1970, Челябінськ, РРФСР) — радянський футболіст, півзахисник, український футбольний тренер.

## Кар'єра гравця
У 1990 році виступав за аматорський колектив «Трансформатор» (Запоріжжя), а наступного року — за южноукраїнську «Енергію».

## Кар'єр тренера
По завершенні кар'єри гравця розпочав тренерську діяльність. У сезоні 2000/01 років тренував «СДЮШОР-Металург». Потім приєднався до тренерського штабу запорізького «Торпедо», в якому з квітня до травня 2003 року виконував обов'язки головного тренера. З липня 2004 по травень 2005 року очолював «Олком» (Мелітополь). Потім продовжував працювати в ДЮСШ «Металург» (Запоріжжя).